# Tanguy Zoukrou
Tanguy Zoukrou, né le 7 mai 2003 au Chesnay en France, est un footballeur français qui évolue au poste de défenseur central au BSC Young Boys.

## Biographie

### En club
Né au Chesnay en France, Tanguy Zoukrou commence le football au FO Plaisir puis joue pour l'AC Boulogne-Billancourt avant de rejoindre l'ES Troyes AC en 2020, où il poursuit sa formation. 
C'est avec ce club qu'il joue son premier match en professionnel, le 7 août 2021, lors de la première journée de la saison 2021-2022 de Ligue 1, contre le Paris SG. Il entre en jeu et son équipe s'incline par deux buts à un. Le 28 septembre 2021, Zoukrou signe son premier contrat professionnel avec Troyes, d'une durée de trois ans, soit jusqu'en juin 2024.
Zoukrou marque son premier but en professionnel le 26 août 2023, lors d'une rencontre de championnat face au SC Bastia. Titulaire, il ne peut empêcher la défaite de son équipe par trois buts à deux.

### En sélection
En mai 2022, Tanguy Zoukrou est convoqué avec l'équipe de France des moins de 19 ans pour participer au championnat d'Europe des moins de 19 ans en 2022. Il joue trois matchs dans cette compétition, tous ent tant que titulaire. Son équipe se hisse jusqu'en demi-finale, battue par Israël (1-2),.
Tanguy Zoukrou représente l'équipe de France des moins de 20 ans, il joue son premier match avec cette sélection le 17 novembre 2022, lors d'un match amical contre l'Indonésie. Il est titularisé et son équipe s'impose par six buts à zéro. Il figure dans la sélection française pour la Coupe du monde des moins de 20 ans 2023.